# Пам'ятник Брігаму Янгу
Пам'ятник Брігаму Янгу (англ. Brigham Young Monument, також Пам'ятник піонерам — англ. Pioneer Monument) — історичний бронзовий монумент, присвячений другому президентові Церкви Ісуса Христа Святих останніх днів Брігаму Янгу, який у 1847 році привів мормонських піонерів на територію Юта. Розташований на північному тротуарі на перетині Головної і Південно-храмової вулиць в Солт-Лейк-Сіті, штат Юта, США.

## Історія

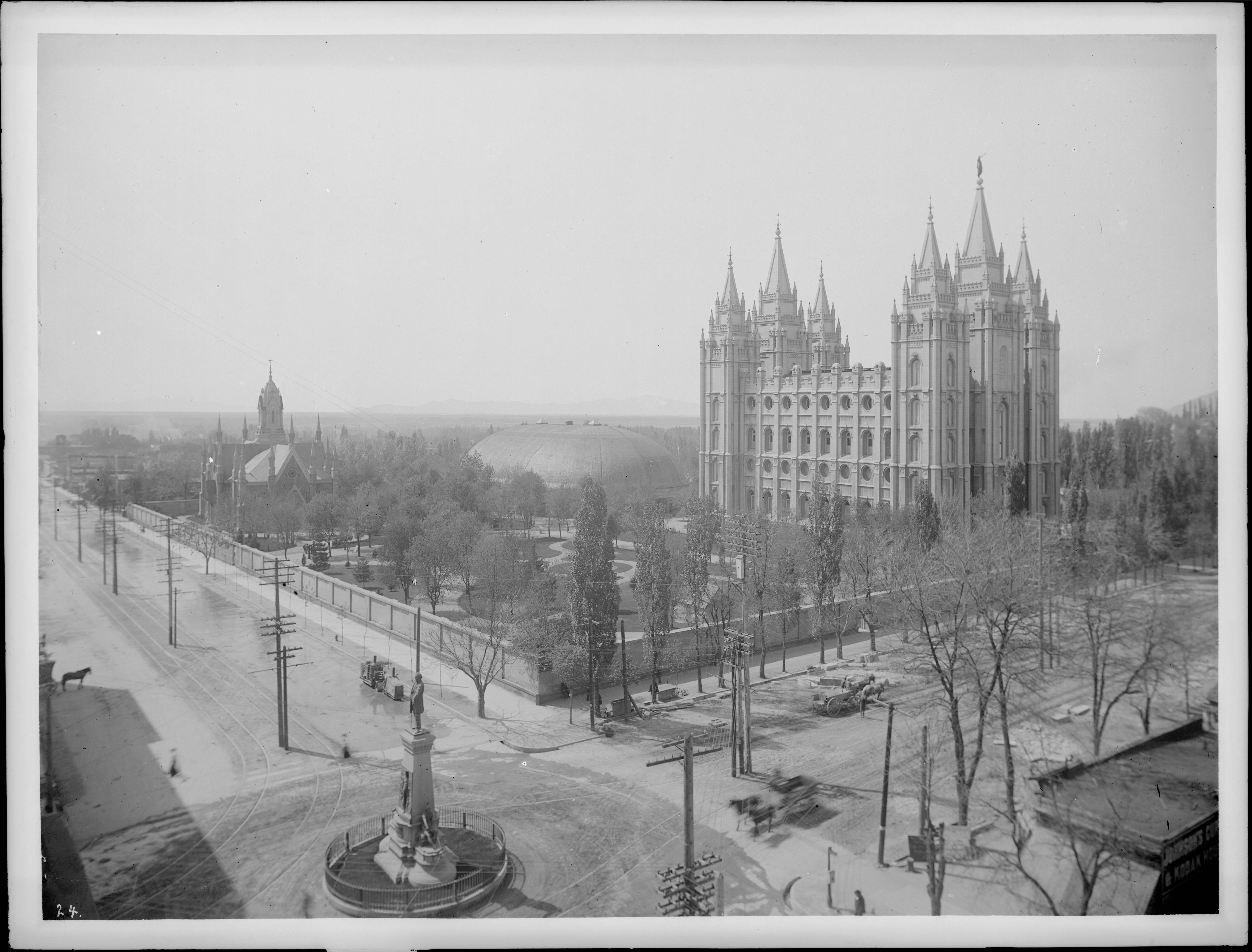
Памя'тник на перехресті вулиць, 1905 рік

Ідея створення пам'ятника вперше була озвучена в грудні 1891 року, коли за дорученням четвертого президента Церкви Вілфорда Вудраффа і його радників Джорджа Кеннона і Джозефа Філдінга Сміта-старшого була сформована консультативна рада, яка уклала договір зі скульптором Сайрусом Далліном.
Вперше пам'ятник показали публіці на Всесвітній виставці в Чикаго, що проходила з 1 травня по 30 жовтня 1893 року. Потім його на короткий час поставили в південно-східному кутку Темпл-сквер в Солт-Лейк-Сіті. Пізніше пам'ятник вирішили перемістити в зручніше місце, але через повільне зведення гранітного цоколя й завершального оформлення композиції, в якому взяли участь син Брігама Янга й архітектор Церкви Дон Карлос Янг, а також онук Дік Янг, відкриття було перенесено на пізнішу дату.
20 липня 1897 року пам'ятник був урочисто відкритий на ділянці 25 на 25 футів в центрі перетину Головної і Південно-храмової вулиць. Там він простояв до 1993 року, коли його пересунули на північ, на його нинішнє місце між храмом Солт-Лейк і Меморіальним будинком Джозефа Сміта, і втретє відкритий 15 листопада.

## Композиція
Основа пам'ятника з граніту становить двадцять п'ять футів (7,62 метра). На лицьовій стороні розташований бронзовий барельєф, на якому в повний зріст зображений мормон-піонер зі своєю дружиною і дитиною. Трохи нижче розташована табличка з назвою монумента й зазначенням, на честь чого він встановлений. З лівої й правої сторін пам'ятника розміщені скульптури в сидячій позі — поселенець з рушницею на колінах та індіанець з палицею в руці, відповідно. На задній стороні знаходиться бронзова табличка зі списком імен піонерів, які прибули в долину Великого Солоного озера 24 липня 1847 року. Вінчає постамент дев'ятифутова бронзова статуя Брігама Янга, який правою рукою спирається на трость, а лівою вказує у далечінь.